# Amagiri
L'Amagiri (天霧? lett. "Nebbia nel cielo") è stato un cacciatorpediniere della Marina imperiale giapponese, quindicesima unità appartenente alla classe Fubuki. Fu varato nel giugno 1931 dal cantiere della Ishikawajima a Tokyo.
Appartenente alla 20ª Divisione, nei primi mesi di guerra fece parte delle scorte ai convogli che sbarcarono truppe giapponesi in Malesia e a Sumatra, poi partecipò alla scorreria nell'Oceano Indiano dell'aprile 1942. In giugno fu solo presente alla battaglia delle Midway e, dalla fine di agosto, partecipò attivamente alla campagna di Guadalcanal: completò diversi trasferimenti di truppe, scortò naviglio pesante e, in un'occasione, bombardò anche Henderson Field. Assegnato direttamente alla 3ª Squadriglia dopo lo scioglimento della divisione, nel 1943 fu sempre più utilizzato in missioni di trasporto truppe o in incarichi di difesa a tali operazioni; fu così coinvolto nella battaglia del Golfo di Kula (5-6 luglio) e nella battaglia di Capo San Giorgio (25 novembre), sopravvivendo a entrambe con pochi o nessun danno. Proprio durante il pericoloso servizio nelle isole Salomone si rese protagonista, il 2 agosto 1943, dello speronamento della motosilurante PT-109. Finalmente rientrato in patria nel gennaio 1944, fu approfonditamente revisionato e arricchito nella dotazione contraerea, quindi trasferito alla Flotta dell'Area sud-occidentale. Operando nelle acque delle ex Indie orientali olandesi, incappò in una mina il 23 aprile 1944 e affondò lentamente, non lontano da Balikpapan.

## Servizio operativo

### Costruzione
Il cacciatorpediniere Amagiri fu ordinato nell'anno fiscale edito dal governo giapponese nel 1927. La sua chiglia fu impostata nel cantiere navale della Ishikawajima a Tokyo il 28 novembre 1928 e il varo avvenne il 27 febbraio 1930; fu completato il 10 novembre dello stesso anno. La nave formò con l'Asagiri, il Sagiri e lo Yugiri la 20ª Divisione, dipendente dalla 3ª Squadriglia della 1ª Flotta.

### 1941-1942
Tra 1940 e 1941 il comando passò al capitano di fregata Buichi Ashida. Il 20 novembre 1941 seguì la divisione d'appartenenza e l'intera 3ª Squadriglia da Kure a Samah sull'isola di Hainan, raggiunta il 26. Il 4 dicembre fu assegnato con i cacciatorpediniere gemelli alla scorta di convogli in partenza da questa città o dalla baia di Cam Ranh nel quadro delle operazioni anfibie collegate alla campagna della Malesia, incarico che si protrasse sino al 30 gennaio 1942. Il 15 febbraio fece parte della forza di copertura allo sbarco sull'isola di Bankga e a Palembang, poi dal 21 al 24 febbraio vigilò alcuni dragamine impegnati a ripulire le acque vicino a Singapore e dello Stretto di Johore. Il 12 marzo seguì il resto nella divisione e coprì gli sbarchi nella Sumatra settentrionale. Subito dopo fu aggregato con i gregari alla formazione del viceammiraglio Jisaburō Ozawa che il 23 occupò senza incontrare resistenza le isole Andamane. Alla fine del mese seguì tale squadra nel Golfo del Bengala, dove nella prima metà di aprile eseguì numerosi affondamenti di navi mercantili; l'Amagiri, di scorta agli incrociatori pesanti Mogami e Mikuma, collaborò alla distruzione di tre vascelli nemici. Rientrato a Singapore, fece ritorno in patria con i cacciatorpediniere gemelli il 22 aprile e a Kure fu revisionato. Intanto la 20ª Divisione era stata trasferita alla 1ª Flotta, che salpò a fine maggio per coprire a distanza la 1ª Flotta aerea, punta di lancia della vasta operazione per occupare l'atollo di Midway: nel dettaglio scortò la forza distaccata del viceammiraglio Shirō Takasu che, posizionata a metà strada tra Midway e le isole Aleutine, non fu coinvolta nel decisivo scontro.

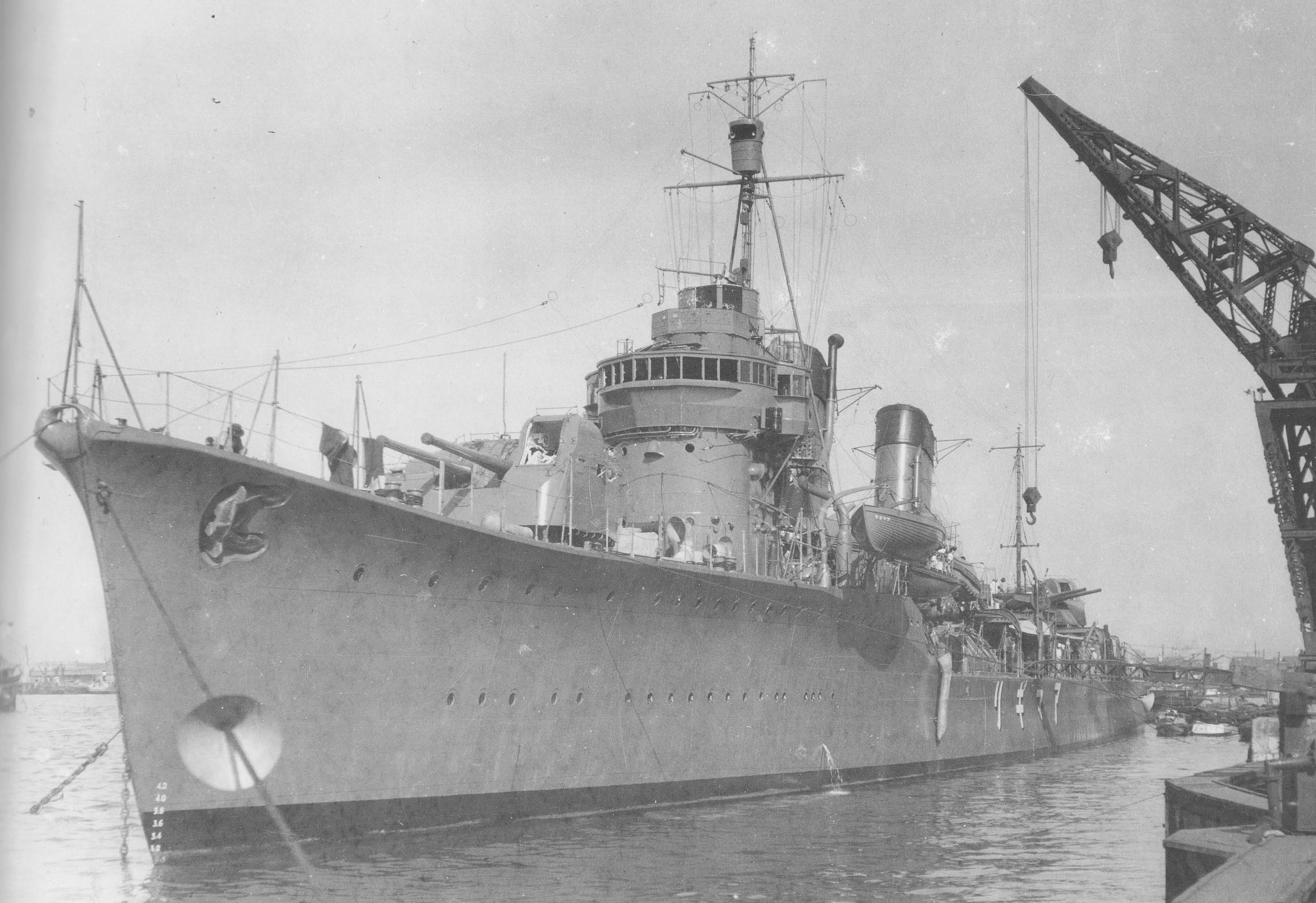
LAmagiri appena allestito per il servizio: è ben visibile la torre d'artiglieria prodiera con la sede, a sinistra, delle relative strumentazioni ottiche

Tornato in patria, l'Amagiri scortò con il resto della divisione un convoglio sino alle isole Amami Ōshima e dal 2 al 16 condusse in loco pattugliamenti anti-sommergibile; il 17 ebbe ordine di recarsi a Mergui, in Birmania, per future operazioni nell'Oceano Indiano. Raggiunse la destinazione il 31 dopo aver fatto tappa alla base militare di Mako e a Singapore, ma l'8 agosto fu dirottato a Guadalcanal, dove marine statunitensi erano sbarcati d'improvviso il giorno prima. I tre cacciatorpediniere (il Sagiri era affondato alla fine del 1941) navigarono sino a Davao e presero in consegna un gruppo di trasporti che salpò il 19 agosto: quattro giorni dopo tutte le navi giunsero alla base aeronavale di Truk. Il 24 l'Amagiri e i gemelli salparono per difendere un altro convoglio diretto a Guadalcanal, ma il 26 la missione fu modificata: assieme allo Yugiri, allo Shirakumo e all'Asagiri, l'Amagiri prese a bordo una parte dei soldati dai trasporti e quindi fece rotta per Guadalcanal. Il 28 agosto le quattro unità furono localizzate nello stretto Indispensable (tra le isole Florida e Malaita) da due bombardieri Douglas SBD Dauntless, che avvisarono la Cactus Air Force sull'isola. Nel tardo pomeriggio undici altri Dauntless si lanciarono all'attacco dei cacciatorpediniere, arrivati a 70 miglia da Guadalcanal: l'Asagiri fu affondato da una bomba giunta a segno e lo Shirakumo fu immobilizzato da danni alle macchine. L'Amagiri, illeso, raccolse i naufraghi del gemello e prese al traino l'unità danneggiata, sino a quando il posamine Tsugaru non gli dette il cambio. Giunto il 30 alle isole Shortland, l'Amagiri completò un trasporto di truppe su Guadalcanal il giorno seguente, mentre il 2 settembre fu in mare per coprire lo Tsugaru intento a scaricare uomini. Il 5 e il 17 settembre recò soldati e medicinali alla guarnigione, accompagnato nel secondo viaggio dal cacciatorpediniere Sazanami; il 19 uscì dalla rada delle Shortland per portare assistenza al trasporto Shirogane Maru, silurato da un battello nemico e il 1º ottobre, dopo un tentativo fallito il 27 settembre, giunse all'Isola di Rendova con rifornimenti caricati su una chiatta a rimorchio: quel giorno stesso la 20ª Divisione fu sciolta e l'Amagiri riassegnato direttamente all'8ª Flotta del viceammiraglio Gun'ichi Mikawa, di stanza a Rabaul.
Il 7 ottobre recò altro materiale a Rendova, poi il 10 effettuò un trasporto truppe su Guadalcanal e il 12 si portò nuovamente nelle acque a nord-ovest dell'isola per proteggere le navi appoggio idrovolanti Nisshin e Chitose, di ritorno dallo scarico di artiglieria e mezzi pesanti. Nella notte del 14-15, poi, fu a fianco degli incrociatori pesanti Kinugasa e Chokai impegnati nel bombardare l'aeroporto in mani statunitensi. Dal 31 ottobre fornì copertura, assieme al Kinugasa e all'incrociatore leggero Sendai, a una serie di viaggi del Tokyo Express e il 5 novembre, dalle Shortland, trasferì equipaggiamento e rifornimenti a Rekata (Santa Isabel orientale). Nei giorni seguenti fu aggregato alla scorta di un nutrito convoglio che, una volta neutralizzato l'aeroporto tramite un bombardamento navale notturno, avrebbe dovuto sbarcare la 38ª Divisione fanteria. Partecipò dunque alla prolungata e complessa battaglia di metà novembre, tentando senza successo di proteggere i lenti trasporti da reiterati attacchi aerei statunitensi; durante il 14 novembre, assieme al Mochizuki, trasse in salvo circa 1500 naufraghi e poi fu distaccato per scortare il danneggiato Sado Maru di nuovo alle Shortland. Nell'ultima decade di novembre l'Amagiri accompagnò due volte la nave portaidrovolanti Sanyo Maru a Rekata, dove trasferì personale e soldati nella prima metà di dicembre con quattro viaggi. Portatosi il 20 dicembre a Rabaul, il 23 scortò il posamine Tsugaru (carico di truppe) nell'andata a Munda, sito della Nuova Georgia dove i giapponesi avevano appena concluso la costruzione di un vasto aeroporto; rientrò quindi alle Shortland per prendere in carico il cacciatorpediniere Asashio danneggiato e lo scortò sino alla rada di Truk, raggiunta il 29.

### 1943
Il 6 gennaio 1943 l'Amagiri salpò alla volta di Saipan e si unì alla formazione di difesa alla portaerei Zuikaku, alla nave da battaglia Mutsu e all'incrociatore pesante Suzuya, unità partite da Truk; la squadra giunse a Kure il 12 e l'Amagiri fu posto in bacino di carenaggio per le opportune revisioni: furono anche aggiunti un impianto doppio di mitragliatrici Type 93 da 13,2 mm dinanzi alla plancia e due lanciatori Type 94 per bombe di profondità (la cui scorta crebbe a trentasei). Aggregato il 25 febbraio con il gemello Yugiri all'11ª Divisione (Shirayuki, Hatsuyuki) appartenente alla 3ª Squadriglia dell'8ª Flotta, l'Amagiri fu rimesso in acqua il 10 marzo e salpò immediatamente alla volta delle isole Shortland, che raggiunse il 25 dopo tappe a Truk e Rabaul. Il 28 marzo recò rifornimenti a Rekata e il 2-3 aprile anche all'isola di Buka; il 7 ripeté la missione ma nel ritorno fu mitragliato da un quadrimotore Boeing B-17 Flying Fortress e contò dieci vittime. Arrivato a Rabaul il giorno successivo, si spostò il 12 a Truk di scorta al Sendai e rimase in rada sino al 20 per riparare i danni superficiali, quindi riprese il mare in difesa di un convoglio che il 24 giunse a Rabaul. A partire dal 28 aprile l'Amagiri sbarcò materiali e rifornimenti a Rekata e Buka a quattro riprese, fermandosi infine il 12 maggio a Rabaul: a metà mese fu inviato al largo della base di Kavieng per condurre pattugliamenti anti-sommergibile, ma dovette interromperli per prestare soccorso allo Yugiri, gravemente danneggiato da un battello statunitense. Lo prese a rimorchio e il 18 lo riportò a Rabaul, dove il 25 il comandante Ashida cedette il posto al capitano di corvetta Kōhei Hanami. L'Amagiri riprese dunque i viaggi di rifornimento a Buka e Rekata dalla fine di maggio e per tutto giugno, scaricando materiali anche a Capo Gloucester (4 giugno). Il 30 del mese, dopo l'inizio delle operazioni statunitensi nel settore della Nuova Georgia, tentò di bombardare la testa di ponte nemica a Rendova, ma non ne fu capace a causa delle pessime condizioni atmosferiche; riuscì a bersagliarla solo il 2 luglio. Nella successiva notte del 5-6 fu coinvolto in un'importante missione di trasporto truppe per la guarnigione dell'isola e combatté nella battaglia del Golfo di Kula, venendo colpito da cinque proietti che distrussero le antenne radio e provocarono dieci morti. Alla fine del combattimento l'Amagiri tentò di salvare i superstiti del cacciatorpediniere Niizuki affondato, ma la presenza di naviglio statunitense lo costrinse a ripiegare alle Shortland. Qui si affiancò al Chokai e lo accompagnò il 7 a Rabaul, dove rimase per il resto del mese in riparazione: il personale tecnico aggiunse inoltre due installazioni triple di cannoni Type 96 da 25 mm L/60 all'altezza del secondo fumaiolo, sbarcando al contempo le mitragliatrici Type 93. Tornato in efficienza, l'Amagiri salpò il pomeriggio del 1º agosto per coprire i cacciatorpediniere Shigure, Hagikaze e Arashi, incaricati di sbarcare 900 soldati e 120 tonnellate di munizioni e vettovaglie a Kolombangara; completato lo scarico, l'Amagiri si pose in testa alla colonna e, a 30 nodi, imboccò da sud lo Stretto di Blackett (tra Kolombangara e Arundel), ove incrociavano una quindicina di motosiluranti statunitensi. Lanciato ad alta velocità, il cacciatorpediniere avvistò ma non fece in tempo a evitare la PT-109, la speronò e la spaccò in due, riportando una profonda ammaccatura al dritto di prua; la vibrazione dell'urto avariò leggermente le macchine e gli alberi motore e la velocità dovette essere calata a 28 nodi, ma l'Amagiri fu capace di rientrare il 2 agosto a Rabaul.

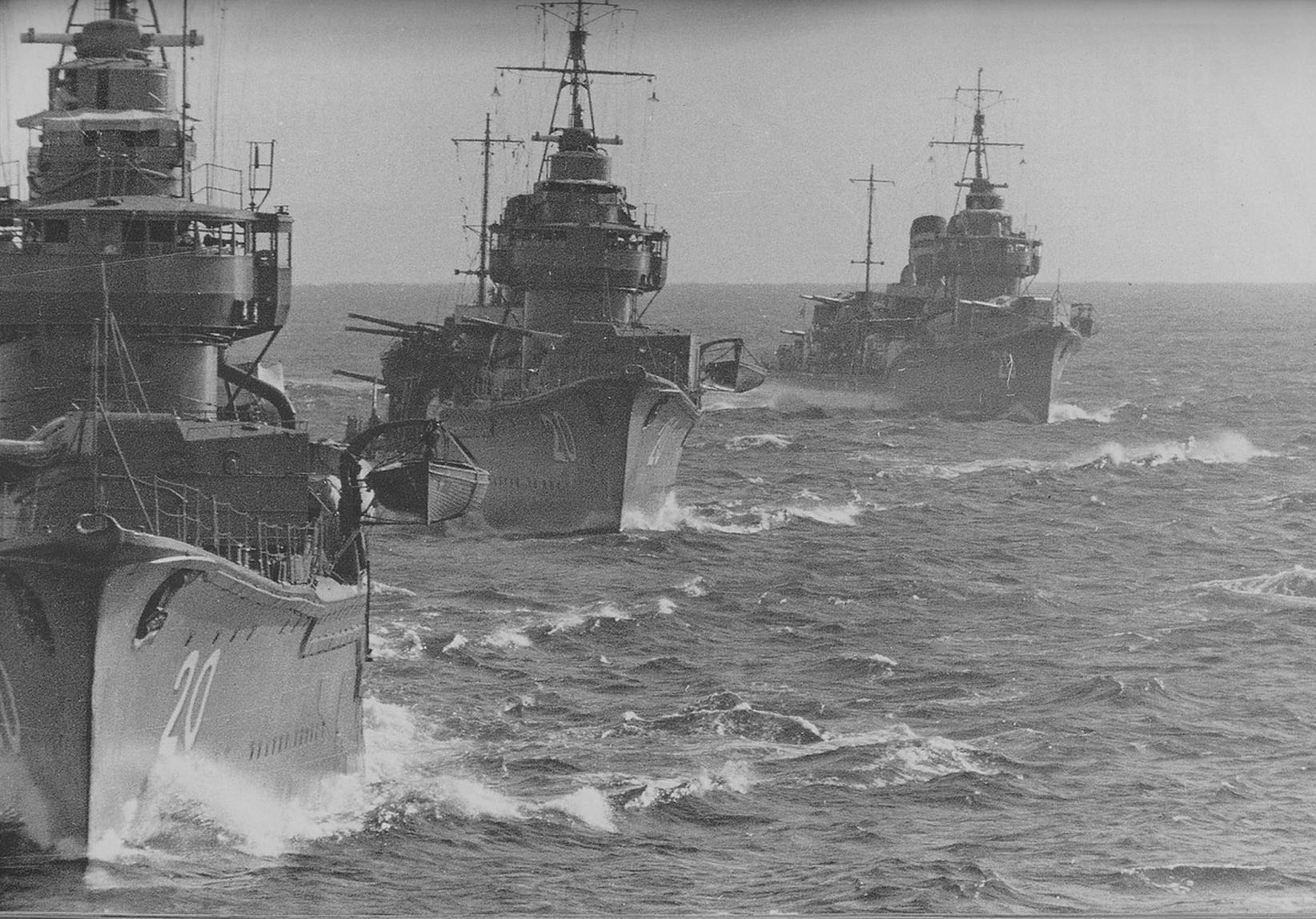
La 20ª Divisione in formazione: nell'ordine il Sagiri, l'Amagiri e in fondo lAsagiri. La divisione fu sciolta alla fine del 1942 dopo che la prima e l'ultima delle unità rappresentate erano andate perdute.

Il 4 agosto trasferì approvvigionamenti a Capo Gloucester, poi il 10 seguì il Chokai sino a Truk e qui rimase ormeggiato per le necessarie riparazioni; nell'occasione le Type 93 davanti al ponte di comando furono sostituite con una coppia di pezzi Type 96. Il 31 salpò e condusse un convoglio al sicuro a Rabaul (4 settembre), da dove partì il 21 mattina per scaricare rifornimenti a Buka e tornare alla base. Tra la fine di settembre e l'inizio di ottobre l'Amagiri vigilò, in due occasioni, sullo sgombero di Kolombangara, poi il 7 ottobre coordinò una missione di trasporto truppe a Gasmata, sulla costa meridionale della Nuova Britannia; guidò inoltre le missioni di rinforzo a Buka e Kavieng del 21-22 e 26-27 ottobre e, infine, il 1º novembre salpò alla testa di gruppo di rinforzo per Bougainville che, però, fu richiamato indietro a causa del contemporaneo sbarco statunitense sull'isola. Il 5, all'àncora a Rabaul, fu mancato di misura da alcune bombe nel corso di una pesante incursione aerea e accusò limitati allagamenti; tuttavia già il giorno successivo fu aggregato a un'importante missione di controsbarco. Assieme ai cacciatorpediniere Fumizuki, Uzuki, Yunagi caricò un totale di 475 soldati e, sotto la scorta di due formazioni, li fece approdare a nord-ovest della testa di ponte americana la sera stessa. Il 21 novembre si unì ai cacciatorpediniere Uzuki, Makinami, Onami e Yugiri per sbarcare 875 effettivi a Buka ed evacuare 655 uomini (piloti, personale non combattente, feriti); la missione fu ripetuta il 24 dalla stessa formazione, che fu sorpresa nottetempo da una squadra di cacciatorpediniere statunitensi e perse le ultime tre unità. Sopravvissuto senza danni, il 27 novembre e il 1º dicembre l'Amagiri completò due trasporti truppe all'Isola di Garove assieme all'Uzuki e allo Yunagi; addivenuto a una collisione con l'Akikaze vicino a Kavieng il 7, si portò entro il 15 dicembre a Truk per riparare la prua: nel frattempo l'11ª Divisione era stata disattivata e l'Amagiri riassegnato direttamente al comando della 3ª Squadriglia. Il 20 dicembre salpò di scorta alla petroliera Terukawa Maru che però, il giorno seguente, fu egualmente colata a picco da un sommergibile; trasse in salvo i superstiti e li fece scendere a Truk. Salpò nuovamente il 26 inquadrato nella scorta a un convoglio di petroliere che arrivò indenne alle isole Palau il 31.

### 1944 e l'affondamento
Il 9 gennaio 1944 l'Amagiri salpò dalle Palau in difesa di un altro convoglio, che perse un'unità il 12; recuperati i sopravvissuti, il cacciatorpediniere condusse nel porto di Hiroshima le altre navi il 14, quindi proseguì per Kure dove poté iniziare un lungo raddobbo. L'arsenale ne approfittò per eliminare la torre sopraelevata di poppa e montare al suo posto due installazioni triple di Type 96 da 25 mm, oltre ad aggiungere un radar Type 22 di superficie sull'albero tripode di prua. Il 1º marzo l'Amagiri passò al comando del capitano di corvetta Gen Yoshinaga e subito dopo salpò, unendosi in mare alla scorta un convoglio carico di truppe che, dopo una sosta all'Isola di Formosa, completò la traversata sino a Singapore il 18. A fine mese l'Amagiri fu ufficialmente integrato nella 19ª Divisione cacciatorpediniere, a sua volta dipendente dalla 16ª Divisione incrociatori (Aoba, Kinu), Flotta dell'Area sud-occidentale. Per buona parte di aprile funse da scorta all'Aoba e all'incrociatore leggero Oi, impegnati a trasferire truppe a Balikpapan, Tarakan e Palembang; il 20 salpò per accompagnarli sino a Davao, ma il 23 aprile, mentre transitava nello Stretto di Makassar, urtò una mina 55 miglia a sud di Balikpapan (2°10′S 116°45′E). Immobilizzato, il cacciatorpediniere rimase a galla due ore e ciò consentì agli incrociatori di trarre in salvo tutti i superstiti, tra i quali vi fu anche il comandante Yoshinaga.
Il 10 giugno 1944 l'Amagiri fu rimosso dai registri del naviglio in servizio con la Marina imperiale.